# Centrum (stadsdeel van Den Haag)

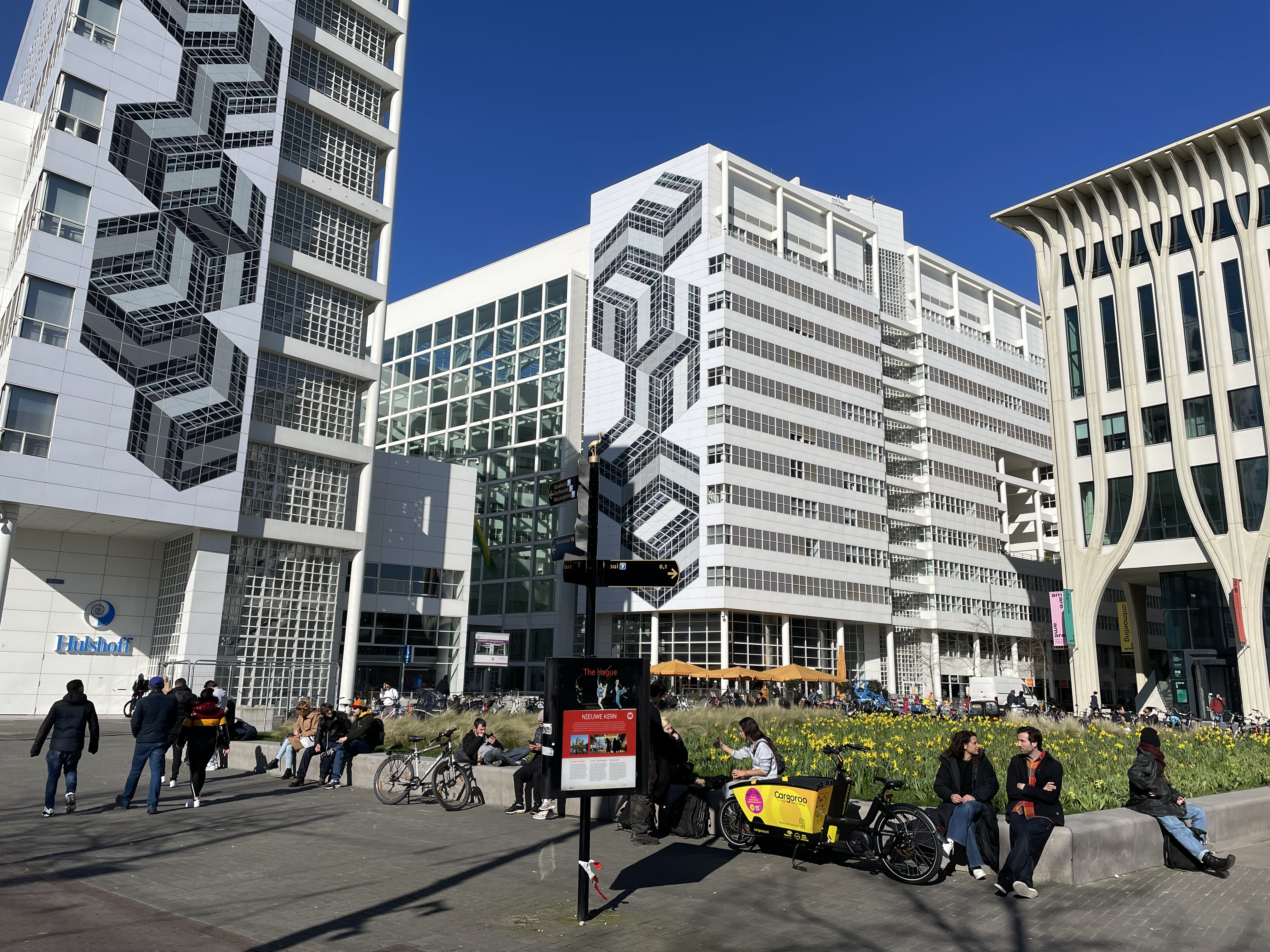
Spuiplein

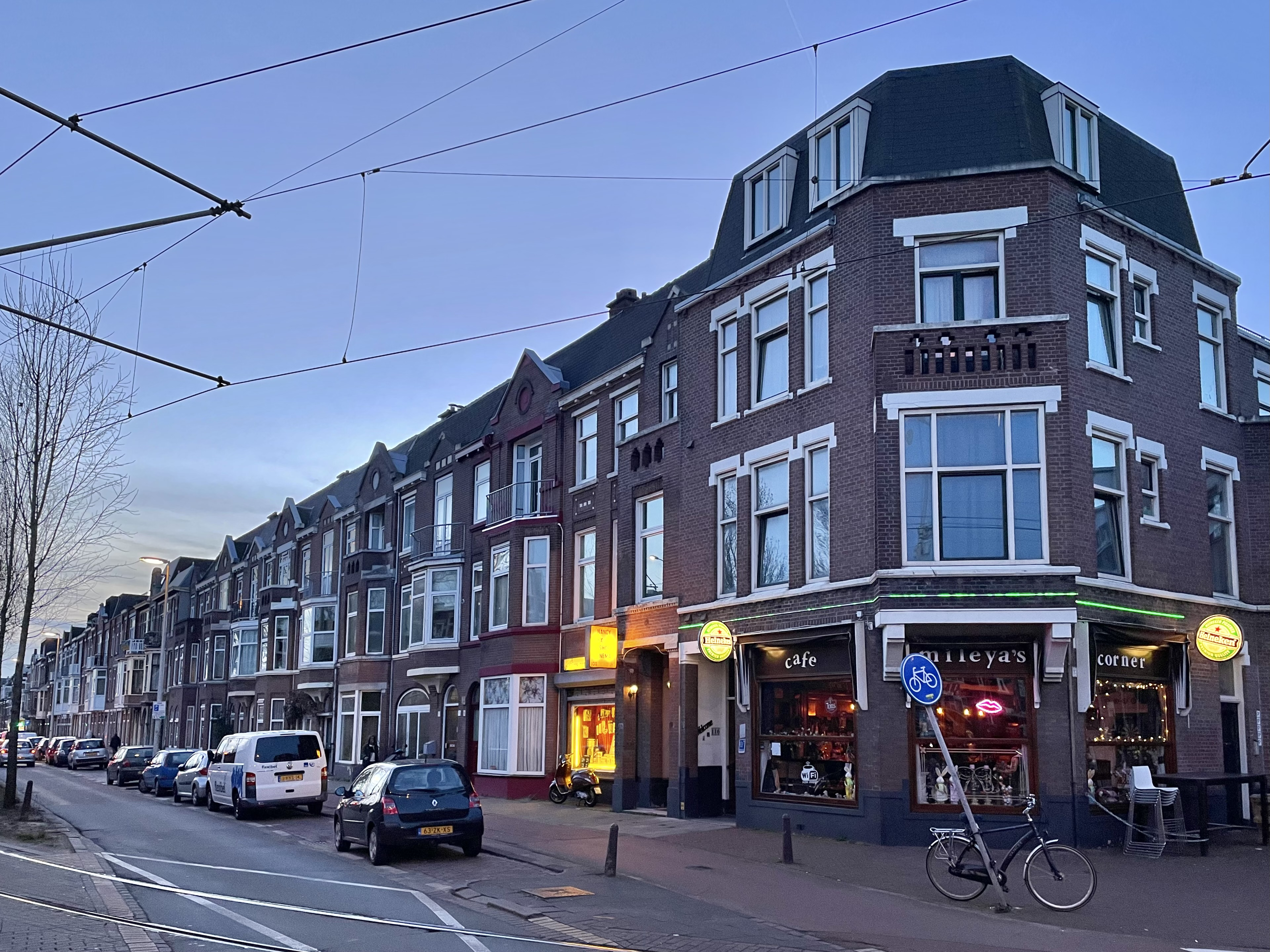
Weteringkade (Rivierenbuurt)

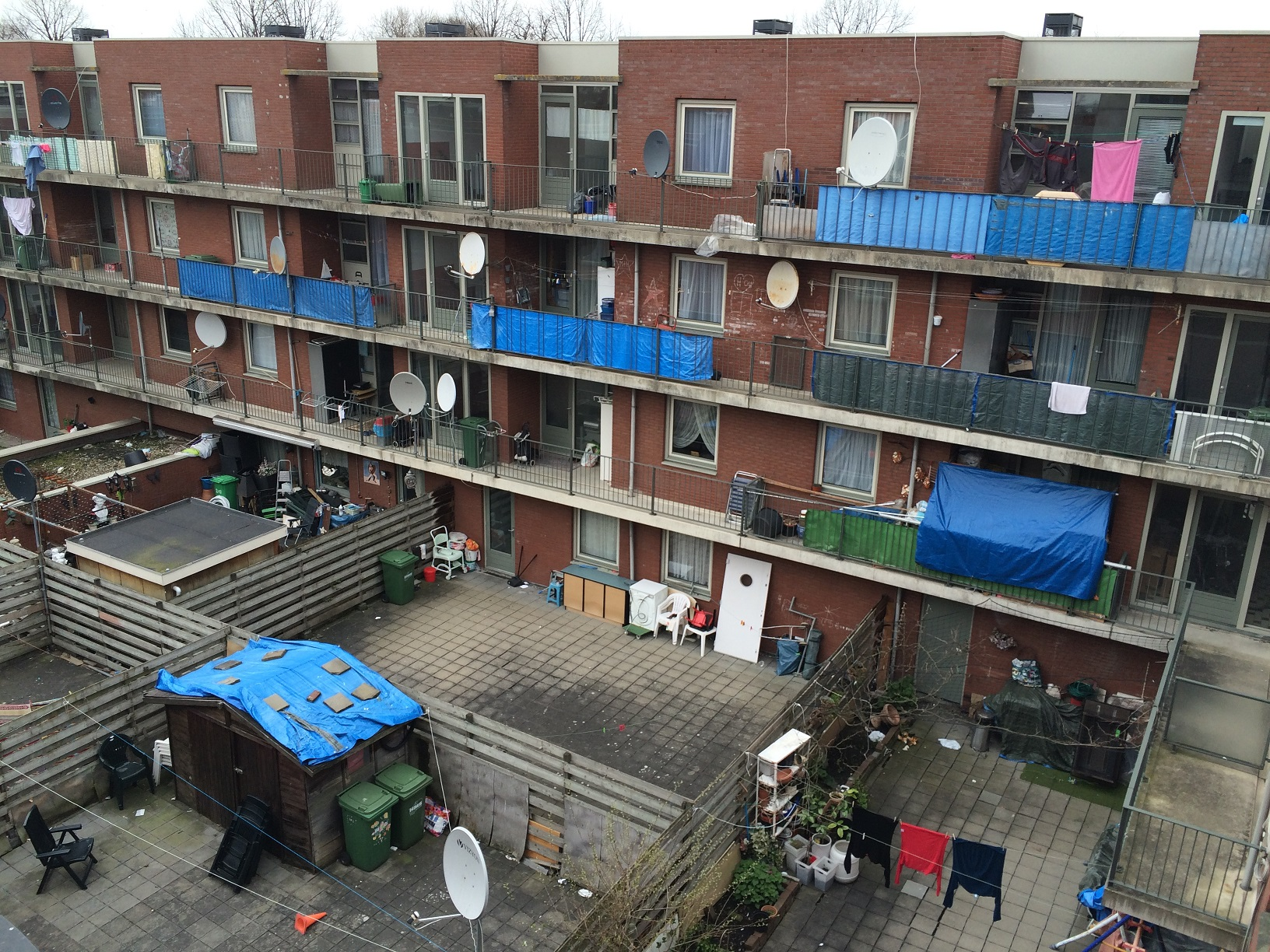
's-Gravenzandelaan (Schilderswijk)

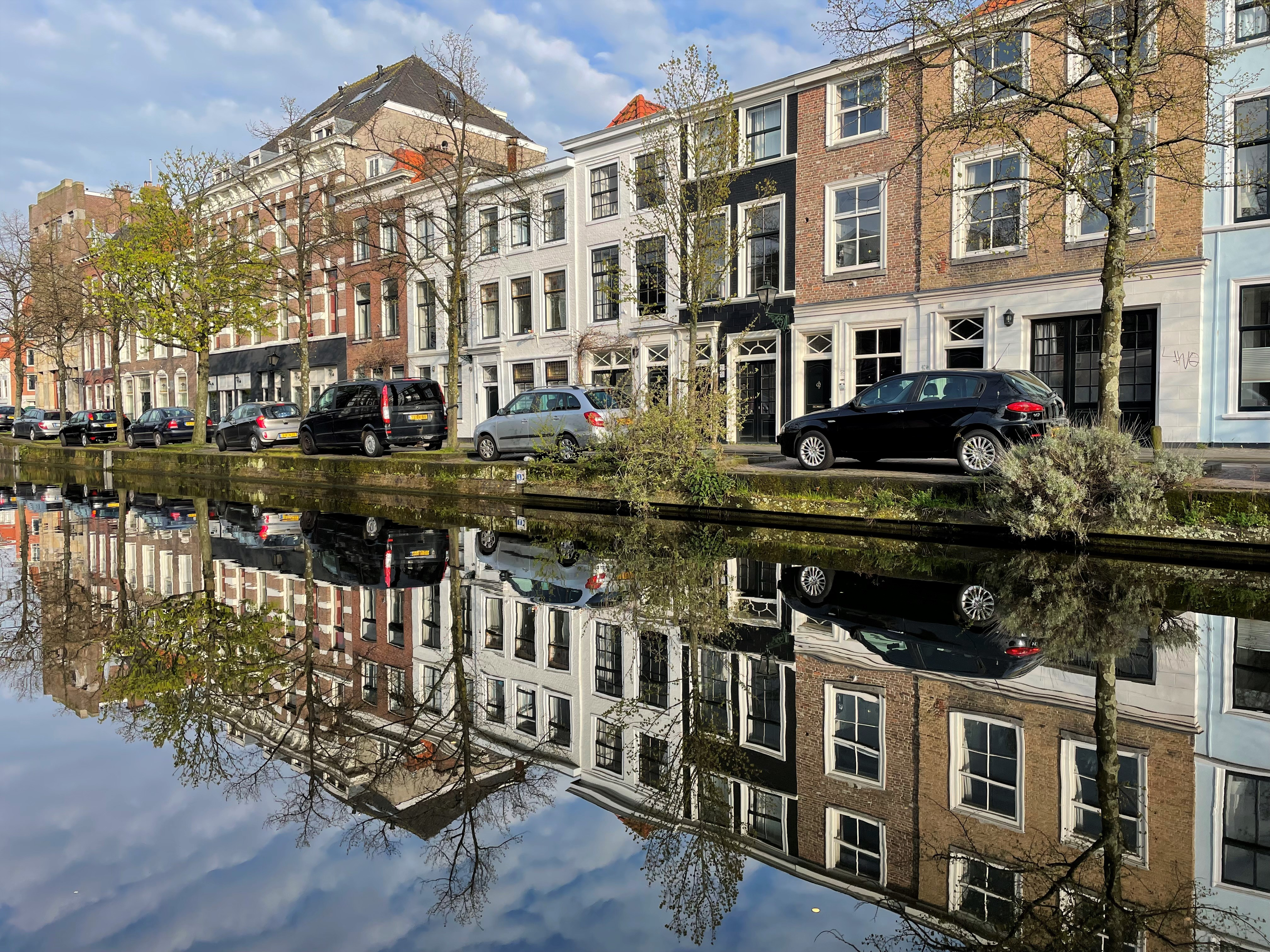
Groenewegje (buurt Huygenspark)

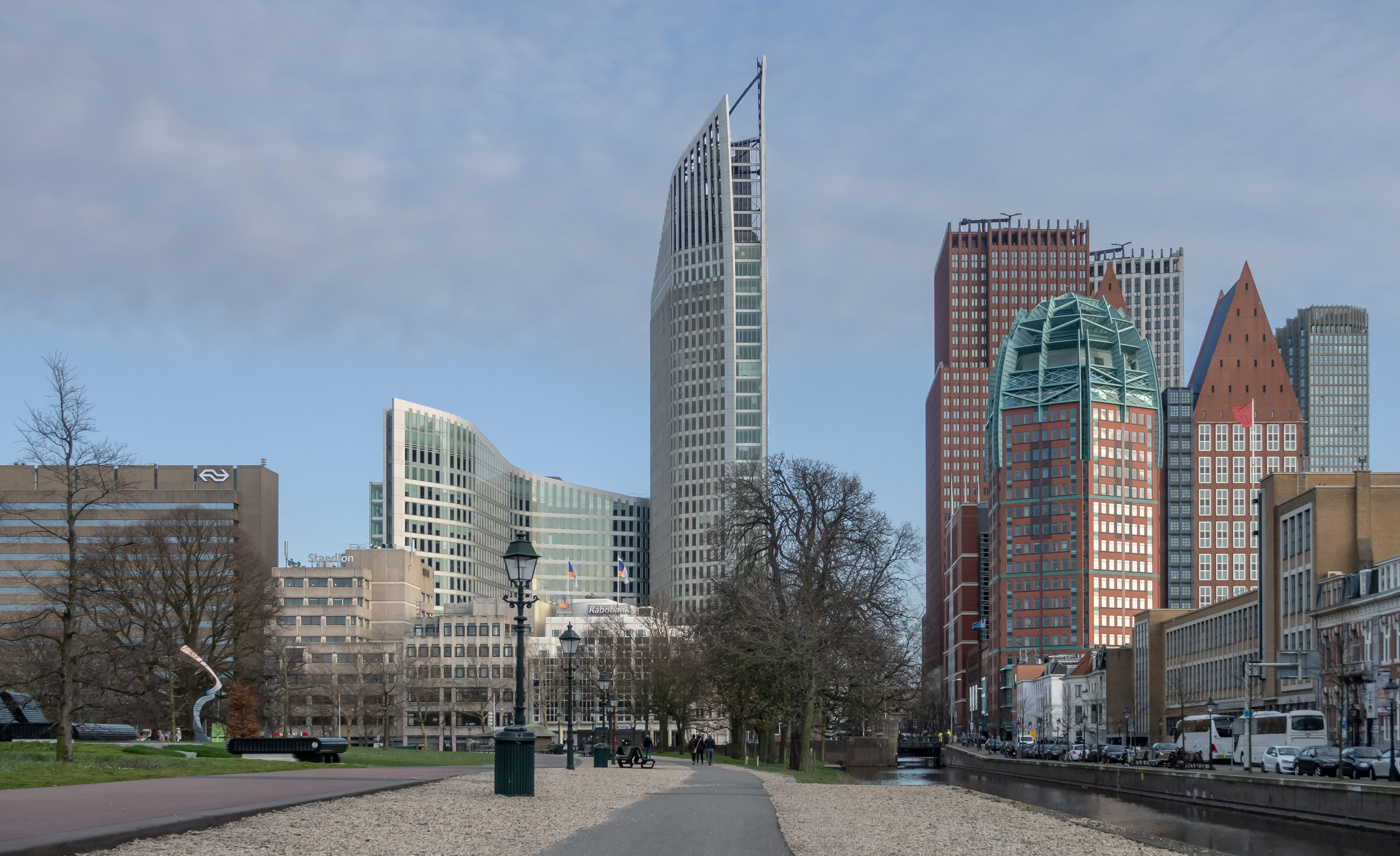
Skyline nabij het Centraal Station

Centrum is een stadsdeel van Den Haag.
In het stadsdeel Centrum wonen 110.339 mensen (2023). In 2023 was 15,0% van de inwoners 65 jaar of ouder, waarbij de gemiddelde leeftijd 37,5 jaar is.

## Indeling wijken
Het stadsdeel Centrum is onderverdeeld in 8 wijken die gezamenlijk weer zijn opgesplitst in 17 buurten, als volgt:
| Stadsdeel | Wijken                 | Buurten                                                                 |
| --------- | ---------------------- | ----------------------------------------------------------------------- |
| Centrum   | Archipelbuurt          | Archipelbuurt                                                           |
| Centrum   | Centrum                | Kortenbos Voorhout Uilebomen Zuidwal                                    |
| Centrum   | Groente- en Fruitmarkt | Groente- en Fruitmarkt                                                  |
| Centrum   | Schilderswijk          | Schildersbuurt-Noord Schildersbuurt-Oost Schildersbuurt-West            |
| Centrum   | Stationsbuurt          | Huygenspark Rivierenbuurt-Noord Rivierenbuurt-Zuid                      |
| Centrum   | Transvaalkwartier      | Transvaalkwartier-Midden Transvaalkwartier-Noord Transvaalkwartier-Zuid |
| Centrum   | Willemspark            | Willemspark                                                             |
| Centrum   | Zeeheldenkwartier      | Zeeheldenkwartier                                                       |

## Karakteristiek van het stadsdeel
Nergens in Den Haag zijn de tegenstelling tussen woonomgeving, inkomen en nationale herkomst zo groot als in stadsdeel Centrum. Als er ergens bewijs of aanwijzingen gevonden zouden kunnen worden voor het veelgenoemde Haagse trauma aangaande zand en veen dan is het in dit stadsdeel.
Stadsdeel Centrum heeft een status aparte binnen de gemeente als het gaat om de beleving van de inwoners. Het stadsdeel bestaat uit wijken en buurten die sterk van elkaar verschillen. Zo wordt Centrum bewoond door mensen met allerlei nationaliteiten. In Den Haag is circa 54% van de bewoners van volledig Nederlandse afkomst, in stadsdeel Centrum 30%. Binnen het Centrum zien we forse verschillen in de etnische verscheidenheid. In de Archipelbuurt is 61% van de bewoners van Nederlandse afkomst; in de Schilderswijk en Transvaal respectievelijk 10 en 11%. In de buurt Schilderswijk-Oost heeft 94% van de 7.500 bewoners een migratieafkomst. Daarnaast kent het buurten die tot de rijksten van het land horen, maar ook tot de armsten. De Schilderswijk is de meest kinderrijke wijk van Den Haag, ruim 26% van de inwoners is jonger dan 15 jaar. Binnen stadsdeel Centrum is het Willemspark de minst kinderrijke wijk, nog geen 8% van de bewoners is jonger dan 15 jaar. De Archipelbuurt is qua gemiddelde leeftijd van de bewoners de oudste wijk van het stadsdeel, ongeveer 42% van de bewoners is 45-plus en er vestigen zich veel expats.
Van alle Hagenaars hebben de inwoners van de Schilderswijk, Transvaal en de Rivierenbuurt-Zuid (samen met enkele buurten in Escamp en Laak) gemiddeld genomen het laagste inkomen. In de Archipelbuurt en het Willemspark ligt het gemiddelde inkomen ver boven het Haagse gemiddelde. Peiljaar van deze data is 2012.
De binnenstad bevat het kernwinkelgebied dat jaarlijks 30 miljoen bezoekers trekt. De meeste culturele en andere uitgaansvoorzieningen zijn in het stadsdeel gevestigd wat tot een hoge gebruiksdruk leidt. Voorbeelden zijn Koningsdag en de nacht daarvoor; Veteranendag; Prinsjesdag; koopavond, koopzondagen, UIT-festival; Monumentendag; Winkelnach; Beeldenfestival op het Voorhout. In Den Haag zijn bijna 40 coffeeshops actief waarvan er in het Oude Centrum zeker 20 gevestigd zijn.
Tevens wordt in het stadsdeel altijd op meerdere plekken grootschalig gesloopt en gebouwd. Ministeries sluiten en herrijzen (Justitie en Binnenlandse Zaken); de nieuwbouw van het Haagse stadhuis bracht en brengt een grote impuls voor andere grootschalige bouwprojecten, zoals de tramtunnel, de Resident, Spuimarkt, en Spuiforum)
Door de invoering van het VerkeersCirculatiePlan verdween het doorgaande verkeer uit het oude centrum. Dit betekent dat het verkeer zijn weg om het centrum heen gevonden heeft, vooral over de ook in het stadsdeel liggende Vaillantlaan. Door het in gebruik nemen van de tramtunnel werd de loopafstand naar openbaar vervoerhaltes groter en werd het doorgaande busverkeer – op 2 lijnen na – uit het Oude Centrum geweerd. In de Schilderswijk moeten de meeste mensen de grootste loopafstand overbruggen voordat zij een openbaar vervoerhalte kunnen bereiken.

## Treinstations
- Station Den Haag Centraal
- Station Den Haag Hollands Spoor